# Собор Святого Юнана (Рафо)
Собор Святого Юнана (англ. St Eunan’s Cathedral) — один из двух англиканских соборов Церкви Ирландии в диоцезе Дерри и Рафо (второй — Собор Святого Колумбы в Дерри). Находится в городе Рафо, графство Донегол, Ирландия. Посвящен святому Юнану (Адамнан Ионский) (627/8—704), который был настоятелем Ионы в 679—704 годах.

## История
Старейшей частью нынешнего здания является юго-восточный угол, датируемый XII веком, не считая двух элементов скульптурной дверной перемычки, которые восходят к IX веку и предположительно относятся к самой первой церкви, основанной святым Юнаном в Рафо. Остальная часть собора представляет собой результат многочисленных перестроек и реконструкций XVII—XIX веков. Первоначальное здание было по форме крестообразным.
Фактическое восстановление средневекового собора было начато преподобным Джорджем Монтгомери примерно в 1605 году. Монтгомери был капелланом короля Якова I и был назначен епископом не только Рафо, но и Клохера и Дерри. После столетий модификаций и реставраций бо́льшая часть нынешнего здания датируется 1730-ми годами. Рядом со зданием собора находятся остатки здания консистории и большого епископского дворца.
К 1870-м годам здание снова пришло в упадок. Это вызвало критику со стороны многих церковных деятелей, а известный церковный архитектор сэр Томас Дрю описал собор как «самую запущенную церковь в епархии, хоть и расположенную в самой богатой части Донегола». В 1892 году Дрю было поручено составить план реставрации, которая началась в 1893 году; в ходе работ были открыты многие сохранившиеся части средневекового здания, а новые элементы были тщательно стилизованы под средневековье. Реставрация, финансируемая семьей Нокс, включала частичную перестройку, в ходе которой трансепты почти влились в главный неф, образовав длинное узкое по форме здание; было добавлено много витражей и декоративный западный дверной проём.